# Platygaster vernalis
Platygaster vernalis är en stekelart som först beskrevs av Myers 1917.  Platygaster vernalis ingår i släktet Platygaster och familjen gallmyggesteklar. Inga underarter finns listade i Catalogue of Life.